# Barbara Lagoa
Barbara Lagoa (Miami, 2 novembre 1967) è un avvocato e giurista statunitense di origine cubana, giudice della Corte d'appello degli Stati Uniti per l'undicesimo Distretto in Florida. Prima di diventare giudice federale, è stata la prima donna ispanica ad essere nominata giudice della Corte suprema della Florida..

## Biografia
Lagoa è nata a Miami, Florida, nel 1967.  Cubano-americana, è la figlia di genitori fuggiti da Cuba in seguito alla Rivoluzione e all'assunzione del potere da parte di Fidel Castro. È cresciuta nella città a maggioranza cubano-americana di Hialeah, in Florida, è bilingue e si è laureata in Inglese, cum laude, nel 1989 presso la Florida International University. Ha poi conseguito il dottorato in giurisprudenza presso la Columbia Law School nel 1992; mentre lavorava alla Columbia, è stata Associate Editor della Columbia Law Review.
Nel 2000, Lagoa era una della dozzina di avvocati, per lo più pro bono, che rappresentavano a Miami la famiglia di Elián González, un bambino cubano di 5 anni salvato sulla costa della Florida mentre la madre era annegata tentando di fuggire da Cuba: i parenti emigrati negli Stati Uniti volevano tenere il bambino, il padre (rimasto a Cuba) ne voleva invece la restituzione. Alla fine vinse il padre.  Nel 2003 Lagoa è diventata assistente procuratore degli Stati Uniti per il distretto meridionale della Florida, lavorando nelle sezioni civile, crimini gravi e d'appello. 

### Corte suprema della Florida
Lagoa è stata nominata alla Corte d'Appello del Terzo Distretto dal Governatore Jeb Bush nel giugno 2006 ed è diventata Giudice Capo il 1º gennaio 2019. Una settimana più tardi, il 9 gennaio 2019, è stata nominata alla Corte Suprema della Florida dal Governatore Ron DeSantis. È stata la prima donna ispanica e la prima donna cubana-americana a far parte della Corte Suprema della Florida. Nell'aprile 2019, Lagoa si è occupata della vicenda che ha visto il Governatore DeSantis avere agito secondo la sua autorità sospendendo lo sceriffo Scott Israel per la sua risposta alla sparatoria alla Stoneman Douglas High School. 
Lagoa ha rassegnato le dimissioni quando è stata nominata alla Corte d'Appello degli Stati Uniti per l'undicesimo circuito.

### Servizio giudiziario federale
Il 12 settembre 2019, il presidente Donald Trump ha annunciato la nomina di Lagoa a un seggio nella Corte d'appello degli Stati Uniti per l'undicesimo circuito, lasciato libero dal giudice Stanley Marcus. Il 15 ottobre 2019, la sua nomina è stata inviata al Senato e il 20 novembre approvata con un voto di 80-15.
Nel luglio 2020, i membri democratici del Comitato giudiziario del Senato hanno scritto direttamente a Lagoa esortandola a ritirarsi da una sfida per la privazione dei diritti dei criminali in Florida a causa della sua precedente partecipazione a una questione correlata alla Corte Suprema dello Stato della Florida. Lagoa e il collega giudice Robert Luck hanno rifiutato. Nel settembre 2020, Lagoa è entrata a far parte della maggioranza quando il Distretto, con un voto di 6-4, ha confermato la costituzionalità della legge approvata dal legislatore della Florida, che richiedeva ai criminali riaffermati di pagare tutti gli obblighi finanziari, comprese multe, tasse e restituzione prima di poter votare.
Nel settembre 2020 è stata inclusa da Trump in una rosa di potenziali candidati alla Corte Suprema degli Stati Uniti dopo la morte di Ruth Bader Ginsburg il 18 settembre 2020. Ma alla fine è stata scelta Amy Coney Barrett.

## Vita privata
È sposata con l'avvocato Paul C. Huck Jr., e suo suocero è il giudice distrettuale degli Stati Uniti Paul Huck, nominato da Bill Clinton. Lagoa e suo marito hanno tre figlie, inclusa una coppia di gemelli. È una cattolica romana praticante.